# Xavier d'Areny-Plandolit i Gassó
Xavier d'Areny-Plandolit i Gassó fou un il·lusionista català. Odontòleg de professió, es va iniciar en la màgia per influència del seu pare, aficionat, inventor de trucs i autor del llibre Las Maravillas de la Magia Moderna. Va obrir les portes a la professionalització dels mags i, com veurem, va fundar la primera associació d'il·lusionistes de l'estat espanyol (ACAI).